# Getreidebank

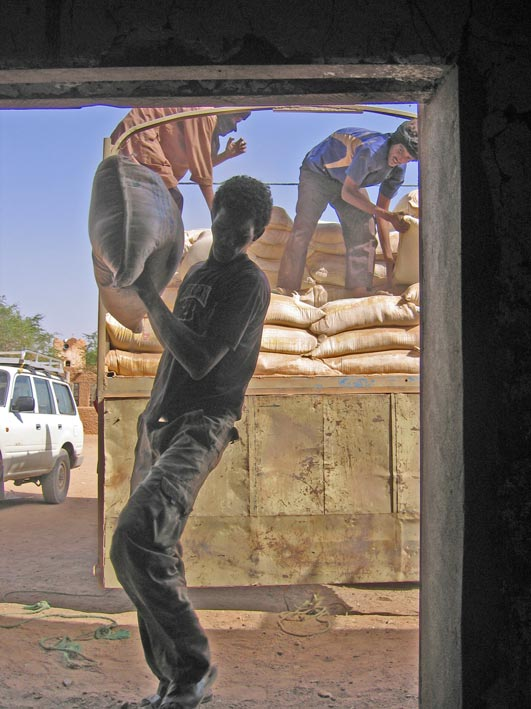
Eine Getreidebank in Tessalit in Mali (2005)

Eine Getreidebank ist eine in Westafrika verbreitete lokale Organisation, die Getreide kauft, lagert und verkauft, um die Ernährungssicherheit einer Dorfgemeinschaft zu gewährleisten.

## Geschichte
Die Vorläufer der Getreidebanken gehen auf die Kolonialzeit zurück. In Französisch-Westafrika wurde 1910 als Reaktion auf vorangegangene Hungersnöte ein System aus Indigenen-Gesellschaften zur Vorsorge geschaffen. Ab 1915 war es für die einheimischen Bevölkerungen verpflichtend, die Getreidespeicher dieser Gesellschaften zu füllen. Die Verwaltung gestaltete sich als unzureichend und Ratten und Insekten vernichteten oft die Vorräte. Nicht nur wurde das Ziel der Ernährungssicherheit verfehlt, befeuerten der Zwangscharakter und die Intransparenz der kolonialen Getreidespeicher die Unabhängigkeitsbestrebungen in der Region. Die Indigenen-Gesellschaften und ihre Getreidespeicher wurden nach der Unabhängigkeit der Kolonien im „afrikanischen Jahr“ 1960 ersatzlos abgeschafft.
Die in den 1970er Jahren beginnende Hungersnot in der Sahelzone führte in den betroffenen Staaten erneut zur Einrichtung zentralisierter Behörden und anderer Institutionen, die sich der Ernährungssicherheit widmen sollten. Die kostspieligen Organisationen scheiterten darin umfänglich und legten die Abhängigkeit von massiver Nahrungsmittelhilfe aus dem Ausland offen. Ihre Verantwortlichkeiten wurden im Rahmen von Strukturanpassungsprogrammen deutlich eingeschränkt. Als eine Alternative entstanden die Getreidebanken, die auf Freiwilligkeit und Autonomie der Begünstigten setzten.
Die ersten Getreidebanken gründeten sich in den 1970er Jahren wahrscheinlich in Obervolta, dem späteren Burkina Faso. Angesichts der andauernden Hungersnot wurden sie auch bei Bauern in anderen westafrikanischen Staaten populär. Ein Runder Tisch, der 1985 unter der Schirmherrschaft der Ernährungs- und Landwirtschaftsorganisation der Vereinten Nationen in Bamako stattfand, schlug erstmals eine präzise Definition der Ziele und Funktionen von Getreidebanken vor. In den frühen 1990er Jahren wurden in den westafrikanischen Staaten Burkina Faso, Gambia, Mali, Mauretanien, Niger, Senegal und Tschad insgesamt rund 3300 solcher Einrichtungen gezählt. In Gambia beispielsweise initiierten sowohl die Regierung als auch Geldgeber wie die Weltbankgruppe und die Dorfgemeinschaften selbst Getreidebanken und konnten dabei auf ehemalige steinerne Saatgutlager aus den 1980er Jahren zurückgreifen. Alleine in Burkina Faso stieg die Anzahl von einigen Dutzend im Jahr 1980 auf fast 2000 im Jahr 1992 an. In Niger belief sich ihre Anzahl im Jahr 1991 auf 553. In Senegal gab es im selben Jahr 681 Getreidebanken, von denen allerdings nur 274 funktionsfähig waren.
Allgemein erwiesen sich einige Getreidebanken als nicht auf Dauer überlebensfähig, insbesondere nach dem Rückzug der jeweiligen Projektinitiatoren. Nach dem ersten Höhepunkt in den frühen 1990er Jahren wurde es stiller um das Konzept. Zu Beginn des 21. Jahrhunderts kam es wieder zu einer stärkeren Förderung von Getreidebanken durch Regierungen und Nichtregierungsorganisationen, wobei für die meisten Staaten verlässliche statistische Daten fehlen. Für Niger ergab eine 2006 erfolgte Zählung 3987 Getreidebanken.

## Funktionsweise

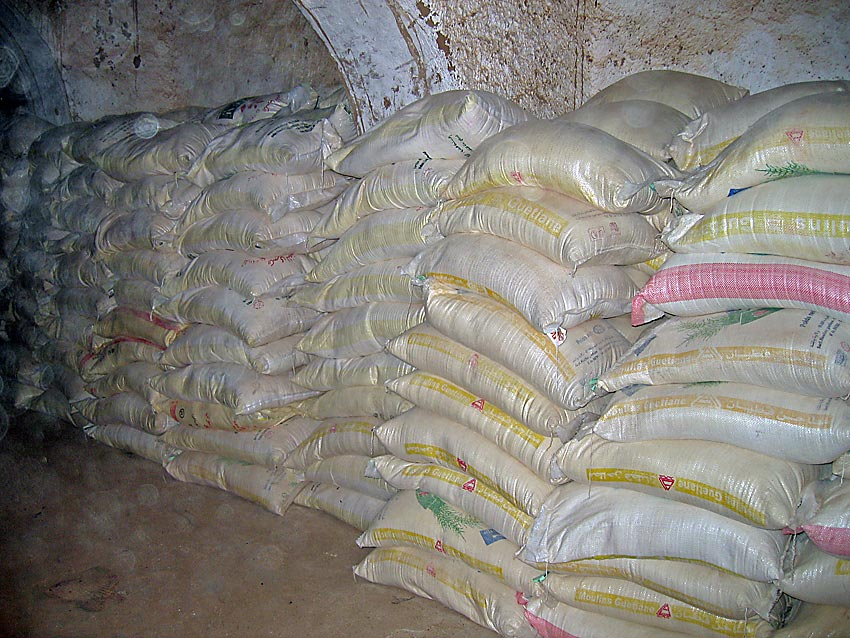
Lager einer Getreidebank in Tessalit in Mali (2005)

Eine Getreidebank ist für ein oder mehrere Dörfer zuständig und steht unter der Verwaltung eines aus der lokalen Gemeinschaft kommenden Komitees. Sie kauft direkt nach der Ernte vor Ort angebautes Getreide, lagert dieses über einen gewissen Zeitraum und verkauft es Mitgliedern der Gemeinschaft in den wiederkehrenden Perioden der Nahrungsmittelknappheit. Dabei handelt es sich in der Regel um ein bis drei Monate im Jahr. In Gambia ist dies die Trockenzeit im August und September. In Niger sind es die Monate Juli bis September vor der im Oktober beginnenden Ernte. In den Zeiten der Nahrungsmittelknappheit reichen die von den Produzenten selbst eingelagerten Vorräte oft nicht mehr, den täglichen Nahrungsbedarf zu decken, und die regulären Marktpreise sind besonders hoch.
Über das Hauptziel der Ernährungssicherheit hinausgehende Anforderungen an Getreidebanken, wie eine Stabilisierung der Getreidepreise und eine angemessene Bezahlung der Getreideproduzenten, scheitern an den relativ geringen Mengen, die – etwa nach schlechten Ernten – eingelagert werden können. Je nach lokalem Kontext bildeten sich verschiedene Typen von Getreidebanken heraus. In Aguié und Keita bestehen solche, die ausschließlich Frauen zugutekommen. Eine weitere Sonderform sind Getreidebanken in den pastoralen Zonen Nigers, in denen mangels Getreideproduktion vor Ort der Einkauf aus anderen Gegenden erfolgt.